# Carnaval de Rio
Le Carnaval de Rio est l'événement touristique le plus important de la municipalité de Rio et la fête nationale la plus populaire au Brésil, en particulier à Rio de Janeiro. Il est devenu un vrai synonyme de la célébration du carnaval dans le pays et même au monde. Il a lieu tous les ans durant les 2 semaines qui précèdent le mercredi des Cendres, qui est le jour qui marque le début du carême.
En 2018, le carnaval de Rio s'est tenu du 9 au 14 février, en 2019 du 2 au 9 mars, en 2020 du 21 au 26 février. Les réjouissances commencent après le signal du Rei Momo. À l'occasion du Carnaval, le maire lui transmet les clefs de la ville, l'aidant à trouver sa reine, une jeune fille choisie pour sa beauté et son expérience de la samba. Celle-ci gouvernera la ville durant les trois jours du carnaval.

## Les origines: del'entrudo...aux traditions parisiennes

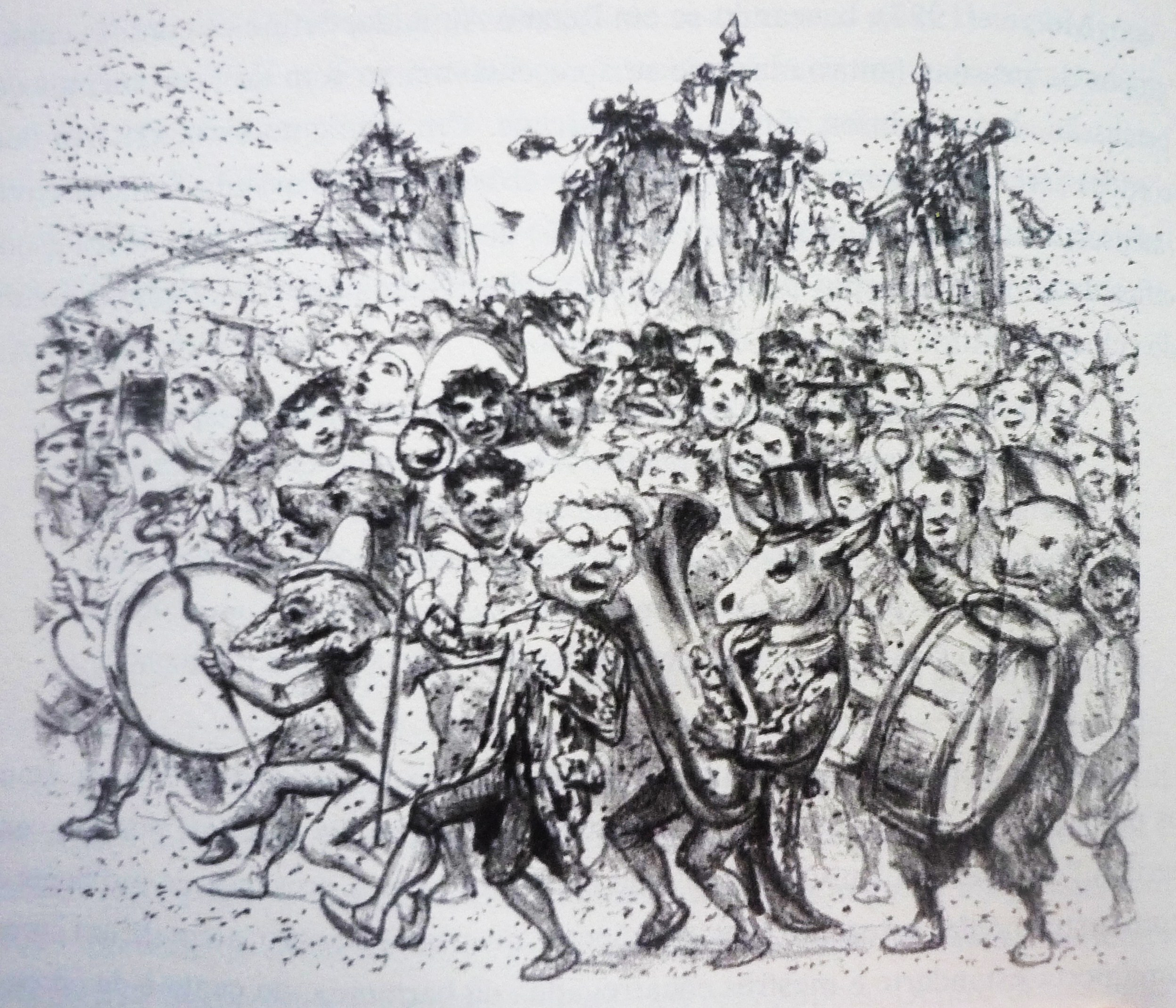
Très différent du défilé des écoles de samba d'aujourd'hui, le Carnaval de Rio prend au XIXe siècle pour modèle les traditions du Carnaval de Paris. Comme on le voit ici avec le défilé du Carnaval de Rio en 1907.

Le Carnaval de Paris a une influence décisive sur le Carnaval de Rio. Spécialiste de l'histoire de ce carnaval, Felipe Ferreira, professeur de culture et arts populaires à l'université d'État de Rio de Janeiro écrit à ce propos :

« L'idée de mouvement se joint au concept de diversion et influence la manière dont le Parisien occupe son temps libre (après 1830). Le carnaval de la capitale française va incorporer ce concept de déplacement dans les promenades effectuées pendant la période carnavalesque. Et c'est ainsi que se promener à pied ou en voiture sur les grands boulevards, revêtus de costumes élégants, occupera les après-midi froides du carnaval de Paris.
C'est ce modèle d'occupation festive des rues que l'élite carioca décide d'importer et d'adapter au carnaval de Rio de Janeiro. Après leur implantation, les bals masqués sortent peu à peu dans les rues sous forme de mascarades. »

Comme l'explique Felipe Ferreira dans son livre L'Invention du Carnaval au XIXe siècle, Paris, Nice, Rio de Janeiro, les bals masqués du Carnaval de Rio ont été importés de Paris en réaction contre les vieilles traditions carnavalesques populaires lusitaniennes de l'entrudo dont la bourgeoisie carioca voulait se débarrasser. Cette importation s'est faite jusque dans les détails des costumes. Comme on peut le voir à la lecture de la Semana Ilustrada, en date du 7 février 1864. Cet hebdomadaire de Rio relève qu'au moment du Carnaval :

« Même les dénominations se francisent complètement, et les pierrots, les débardeurs, les zouaves apparaissent dans la société brésilienne comme s'ils avaient droit de cité. »

L'importation des traditions carnavalesques parisiennes à Rio est vue par la bourgeoisie au XIXe siècle comme un élément d'ordre et de civilisation contre le carnaval populaire traditionnel. Français présent à Rio, Richard Cortambert écrit dans L'Illustration en décembre 1868, à propos du Carnaval de Rio et ses traditions, :

« Pendant que les blancs s'abandonnent aux distractions mondaines ; les nègres se livrent avec une sorte de furie bestiale à tous les excès de la danse. »

Les cariocas adopteront par la suite avec enthousiasme la mode des confettis en papier lancée à Paris à partir de décembre 1891. Le Jornal do Commercio du 23 février 1906 rapporte dans sa description du Carnaval de Rio que :

« À 10 heures du soir une énorme masse de gens sur l'avenue Central, ont commencé avec enthousiasme à s'adonner au jeu des confetti. »

À la fin du XIXe siècle, les cordões (littéralement, les cordons) font leur apparition à Rio de Janeiro. Il s'agit de petits groupes qui déambulent dans les rues de la ville, tout en dansant et en jouant de la musique. Ces cordons sont les ancêtres des écoles de samba modernes. Durant le premier bal du Carnaval de Rio qui s'est tenu en 1840, traditions parisiennes obligent, les participants dansent la polka et la valse et non pas la samba qui n'est introduite qu'en 1917. C'est seulement en 1899 qu'une première musique exclusivement composée pour le Carnaval voit le jour : Ô Abre Alas (Les ailes ouvertes), de Chiquinha Gonzaga. Cet air a été écrit pour le cordão (singulier de cordões) Rosas de Ouro (Roses d'or).
À cette époque, plusieurs tentatives de modification de la date du carnaval eurent lieu : il s'agissait de le transposer en hiver, afin d'éviter les méfaits d'un été trop chaud. Cependant, aucune de ces tentatives n'a abouti.
Les carnavals les plus connus du Brésil sont ceux de São Paulo, de Recife, de Salvador de Bahia et bien évidemment de Rio de Janeiro.

## Carnaval de rue
À Rio, le carnaval débute dans les rues de la ville avec les bals pré-carnavalesques, les défilés des batucadas et des blocos. Généralement, un bloco est organisé par les habitants d'un quartier et défile dans les rues de ce quartier. Ces défilés commencent bien avant le carnaval, les premiers se tenant plus de 3 semaines avant le début officiel des festivités.
Pendant le carnaval, des bals sont organisés dans les différents clubs de la ville. La mairie fait également des bals populaires ouverts à tous dans certains lieux traditionnels de la ville, comme Cinelândia.

## Défilé des écoles de samba
Le Carnaval de Rio a notamment des origines africaines, et cela ressort de façon évidente quand on considère les costumes exotiques faits à partir d'os, de plumes, et de paillettes, et bien sûr, lorsque l'on pense à la samba qui est aujourd'hui la composante principale des festivités du Carnaval. Les esclaves africains amenés par les Portugais développèrent la samba aux rythmes enivrants qui fut adoptée par tous les Brésiliens. Beaucoup d'esclaves s'installèrent autour de Rio après l'abolition de l'esclavage, ce qui explique pourquoi Rio est au cœur de la culture de samba, aujourd'hui.
Cela explique, pourquoi, lors du carnaval, les différents groupes des écoles de samba défilent. Les écoles des 3 meilleurs groupes (groupe spécial, groupe A et groupe B) défilent dans le sambodrome, les autres (groupes C à E) défilent dans les rues de la ville.
À l'issue de ces défilés, un classement, rendu public le mercredi suivant le carnaval, est attribué. Les deux meilleures écoles de chaque groupe montent dans le groupe au-dessus, tandis que les deux dernières descendent ( ). La première école du groupe spécial est déclarée championne, la seconde vice-championne.
Les défilés du groupe spécial, ainsi que l'annonce des résultats, sont retransmis en direct à la télévision.

### Enredo
Chaque école choisit un thème pour son défilé (l’enredo). Les thèmes abordés sont très divers, en voici quelques exemples : Minas Gerais, Amazonie, Bahia (régions du Brésil), histoire du Brésil, histoire de l'humanité, vision du futur, sécurité routière, l'ADN, le préservatif. Ce thème sert de fil conducteur au défilé. Ainsi, sur ce thème, est écrite la samba-enredo qui sera reprise ad libitum pendant le défilé. Les costumes et les chars allégoriques doivent aussi reprendre ce thème.

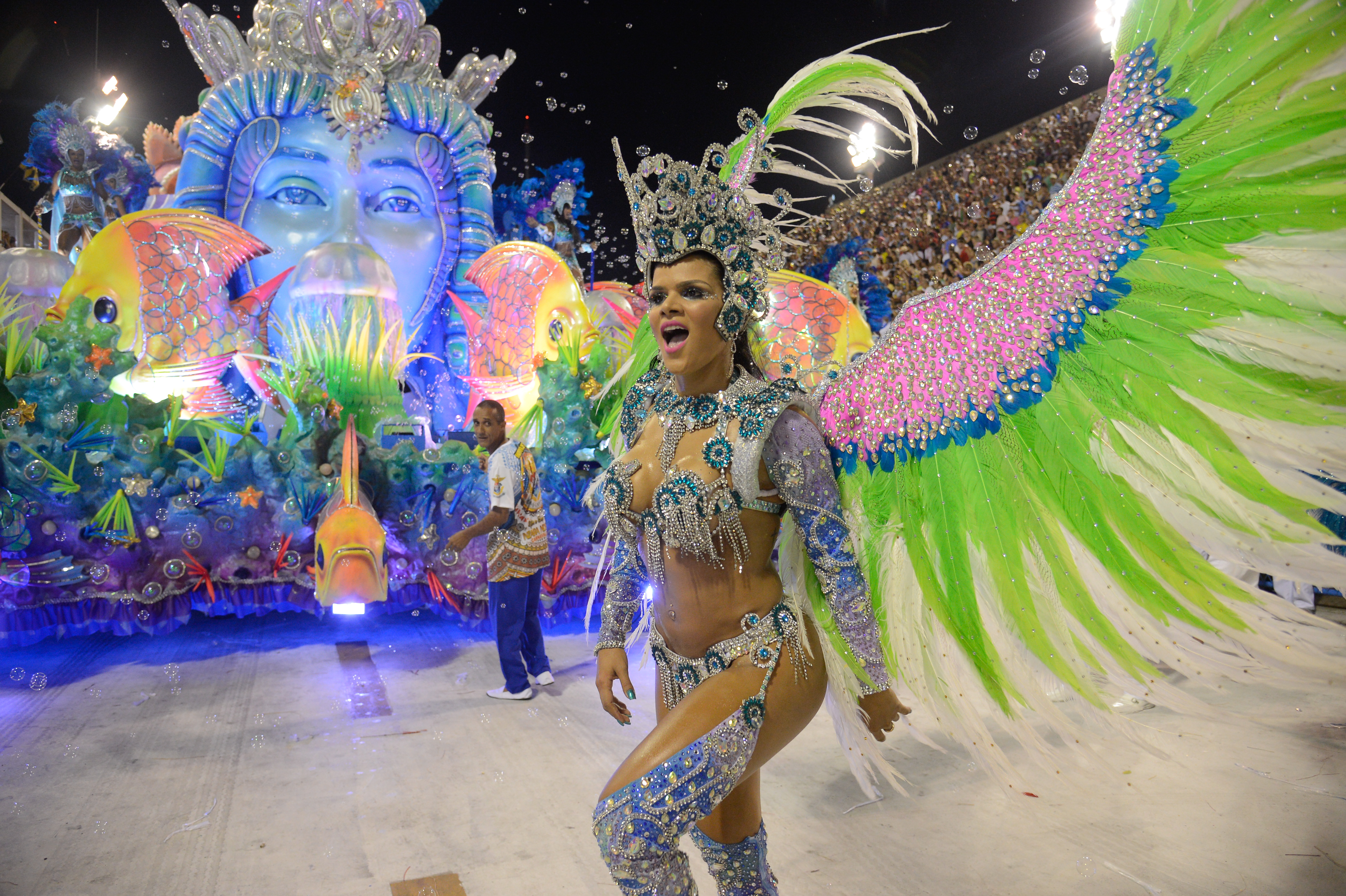
Costume du carnaval.

### Calendrier des défilés
Les défilés au sambodrome s'étalent sur 4 jours :
- Le vendredi, défilent les mirins des écoles de samba, c'est-à-dire les enfants.
- Le samedi, défilent les écoles du groupe A.
- Le dimanche et le lundi, défilent les 12 écoles du groupe spécial.
- Le mardi défilent les écoles du groupe B

Ces défilés ont lieu de nuit, de 21 heures à 6 heures du matin. Cependant, du fait du retard qui s'accumule d'école en école, la dernière école défile généralement dans le jour levant.
Ces défilés sont une sorte de compétition sportive à l'issue de laquelle est désignée l'école championne. Chaque école doit donc se soumettre à un certain nombre de règles strictes.
Ainsi, chaque école doit parcourir l'intégralité du sambodrome en temps limité (entre 65  et   82 minutes).
Le samedi suivant le carnaval, les 6 écoles en tête du groupe spécial défilent à nouveau dans le sambodrome, pour le Défilé des Champions.

### Organisation du défilé
Dans les écoles du groupe spécial, environ 3 000 personnes costumées défilent.
Ces participants sont répartis dans les ailes, ainsi que sur les chars allégoriques. Pendant toute la durée du défilé, les participants doivent reprendre en chœur les paroles de la samba de enredo (samba à thèmes) et danser sur sa musique, tout en veillant à ne pas perdre de pièces de son costume (chapeau, cape). Si ces conditions ne sont pas respectées par l'ensemble des participants, l'école risque de perdre des points, et donc d'avoir un moins bon classement.
Plusieurs éléments reviennent dans les défilés des différentes écoles :
- Abre ala (en hommage à la première samba de carnaval de l'histoire (voir plus haut)), il s'agit de l'aile qui ouvre le défilé.
- Commissão de frente  groupe de 10 à 15 danseurs qui réalisent une chorégraphie définie.
- Porte-drapeau et mestre-sala  couple portant le drapeau de l'école. Ces danseurs évoluent de manière à dresser le drapeau de l'école.
- Batterie : groupe de percussionnistes qui rythme la samba de enredo chantée tout le long du défilé par un chanteur qui se trouve sur un camion sono. La batterie est précédée d'une ou plusieurs reines de batterie.
- Aile des Bahianaises : aile composée exclusivement de femmes, qui portent le costume traditionnel de Bahia.
- Chars allégoriques : au nombre de 8 le plus souvent, il s'agit de chars richement décorés (certains contiennent même des éléments mobiles), sur lesquels prennent place les costumes les plus élaborés (destaques), portant des plumes pouvant aller jusqu'à 1 mètre de hauteur. Les chars sont généralement séparés par plusieurs ailes.

### Critères de jugement des écoles
À différents endroits du sambodrome, se trouvent des juges qui doivent noter différents critères du défilé :
- Harmonia : tous les participants doivent chanter l'enredo en rythme avec le chanteur de l'école
- Enredo : adéquation du défilé avec le thème choisi
- Bateria : l'ensemble des percussionnistes est évalué sur le maintien de la cadence et la créativité de leur prestation
- Alegoria e Adereços : chars, décorations et accessoires
- Fantasias : costumes
- Samba-Enredo : la samba du défilé est évaluée sur sa mélodie et la qualité de ses paroles
- Comissão de frente : évaluation du groupe de danseurs/danseuses qui ouvre le défilé sur une chorégraphie spécialement développée pour le thème de l'école (enredo)
- Mestre Sala e Porta Bandeira : évaluation du "maitre de cérémonie et de la porte-drapeau" qui sont un couple prestigieux représentant les couleurs de l'école et qui évolue dans un ballet inspiré des anciens menuets
- Evolução : évolution du défilé, les différentes composantes du défilé doivent en permanence occuper toute la largeur de la piste

Dans le groupe spécial, Il y a 4 juges par critères qui attribuent chacun une note entre 9 et 10. La note la plus basse de chaque critère est écartée du décompte.
La somme de l'ensemble donne la note finale de l'école, qui permet de déterminer le classement des écoles et la grande championne de l'année.

## Dans la culture populaire

### Cinéma
- Le film Orfeu Negro (1958), de Marcel Camus, transpose le mythe grec d’Eurydice dans le carnaval de Rio[7].
- Le film Apaixonados (2016), de Paulo Fontenelle, raconte l’histoire de trois couples qui se forment pendant le carnaval de Rio[8].
- Le film Orfeu (1999), de Cacá Diegues, transpose également le mythe d’Eurydice dans le carnaval de Rio de Janeiro[9],[10].

### Littérature
- Le roman A Moreninha (1844), de Joaquim Manuel de Macedo, raconte une histoire d’amour au milieu du carnaval de Rio, sur l’île de Paquetá[11].
- Le roman O cortiço (1890), de Aluísio Azevedo dépeint le carnaval de Rio au XIXe siècle[12].
- Le roman A Grande Arte (1983), de Rubem Fonseca,raconte l’enquête d’um ex-détective privé pendant le carnaval de Rio[13].
- Les deux nouvelles de Os Prisoneiros (1963), de Rubem Fonseca, se passent pendant le carnaval de Rio[14].